# Бетринь (Прахова)
Бетринь, Бетрині (рум. Bătrâni) — село у повіті Прахова в Румунії. Входить до складу комуни Бетринь.
Село розташоване на відстані 97 км на північ від Бухареста, 42 км на північ від Плоєшті, 147 км на захід від Галаца, 56 км на південний схід від Брашова.

## Населення
За даними перепису населення 2002 року у селі проживали 1957 осіб, з них 1955 осіб (99,9%) румунів. Рідною мовою 1955 осіб (99,9%) назвали румунську.